# Cleantioides natalensis
Cleantioides natalensis är en kräftdjursart som först beskrevs av Barnard 1925.  Cleantioides natalensis ingår i släktet Cleantioides och familjen Holognathidae. Inga underarter finns listade i Catalogue of Life.